# Fabio Leimer
Fabio Leimer, né le 17 avril 1989 à Rothrist, est un pilote automobile suisse.

## Carrière
- 2006 : Formule BMW, Team Rosberg et Matson Motorsport 18e
- 2007 : Championnat d'Italie de Formule Renault, Jenzer Motorsport 11e
- 2007 : Eurocup Formule Renault 17e
- 2008 : International Formula Master, avec Jenzer Motorsport 2e, 1 Pole position, 3 victoires et 8 Podiums.
- 2009 : International Formula Master,  Jenzer Motorsport Champion avec 6 Pole Positions, 7 victoires, 9 Podiums et 12 meilleurs tours en 16 courses.
- 2009/2010 : GP2 Asia Series, avec l'écurie Ocean Racing Technology.
- 2010 : GP2 Series, avec Ocean Racing Technology, 19e (1 victoire)
- 2011 : GP2 Series, avec le team Rapax, 13e (1 victoire)
- 2012 : GP2 Series, avec Racing engineering, 7e
- 2013 : GP2 Series, avec Racing engineering, Champion

## Palmarès
- Vainqueur du Championnat de GP2 Series 2013.